# Joe D'Alessandris
Joe D'Alessandris, né le 29 avril 1954 à Sewickley (Pennsylvanie) et mort le 25 août 2024, est un entraîneur américain de football américain.

## Biographie
Joe D'Alessandris naît le 29 avril 1954 à Sewickley, en Pennsylvanie.
Il est entraîneur dans la LCF et la Ligue mondiale, ainsi que dans plusieurs universités, puis à la NFL. Il est entraîneur chez les Chiefs de Kansas City, les Bills de Buffalo et les Chargers de San Diego. En 2017 il devient entraîneur chez les Ravens de Baltimore.
Son épouse, Toni, meurt d'une forme rare de la maladie de Parkinson en mai 2022.
Hospitalisé en août 2024, il est contraint de suspendre ses fonctions avec l'équipe. Joe D'Alessandris meurt le 25 août 2024.